# Vallée de la Haute Moselle
 (septembre 2018).
Si vous disposez d'ouvrages ou d'articles de référence ou si vous connaissez des sites web de qualité traitant du thème abordé ici, merci de compléter l'article en donnant les références utiles à sa vérifiabilité et en les liant à la section « Notes et références ».
La vallée de la Haute Moselle est une vallée vosgienne située en France dans le département des Vosges. Elle correspond à la portion amont de la vallée de la Moselle.

## Géographie
La haute vallée de la Moselle correspond à la partie amont de la Moselle à partir de sa source au pied du Drumont sur la commune de Bussang à 735 m d'altitude jusqu'à son arrivée à Remiremont à 385 m dans le piémont vosgien à sa jonction avec la Moselotte. La vallée s'étire sur une longueur de 35 km.
Les sommets entourant la vallée glaciaire culminent en grande majorité au-delà de 800 m d'altitude et dépassent largement les 1 000 m dans la portion la plus haute de la vallée. Le ballon de Servance et le ballon d'Alsace en sont les plus connus et parmi les plus élevés. La haute vallée de la Moselle traverse onze communes, de la plus haute à la plus basse :  Bussang, Saint-Maurice-sur-Moselle, Fresse-sur-Moselle, Le Thillot, Ramonchamp, Ferdrupt, Rupt-sur-Moselle, Vecoux, Dommartin-lès-Remiremont, Saint-Étienne-lès-Remiremont puis Remiremont.

## Économie
La vallée a longtemps été bastion français de l'industrie textile aujourd'hui presque disparue. À l'heure actuelle, et depuis plusieurs années, les filières forestière (2e de France) et touristique (été comme hiver) sont, de loin, les poumons économiques de la vallée et plus généralement des Hautes-Vosges[réf. souhaitée].
Le tourisme est en constant développement dans la vallée, été comme hiver, grâce à l'attractivité de la montagne et la mise en valeur du massif proposant des sentiers de randonnée renommés, des stations de ski, de la restauration et de l’hébergement dans une culture montagnarde enracinée.
De plus, cette vallée est l'un des carrefours vosgiens les plus importants grâce à la RN 66 et au col de Bussang reliant la Lorraine à l'Alsace.